# Viatjant

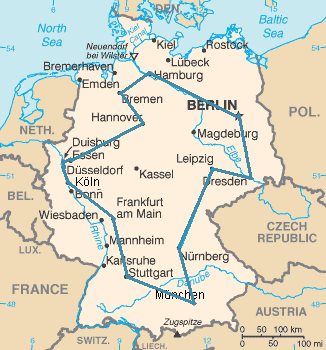
Ruta òptima d'un viatjant de comerç passant per les quinze ciutats més grans d'Alemanya. En aquest cas s'ha considerat que el que es vol optimitzat és la distància en quilòmetres, altres opcions haurien pogut ser-lo la distància en temps, el cost econòmic dels viatges, etc. Els casos reals tenen diferents paràmetres que es volen optimitzar, no sempre compatibles entre ells, per la qual cosa cal arribar a un compromís segons el criteri de l'enginyer.

En el món comercial i laboral, un viatjant o viatjanta és una persona que viatja per compte d'una empresa amb la finalitat de representar-la en operacions de compra i venda en les localitats visitades.
La funció més típica era la de vendre, atendre directament les comandes dels clients consolidats i augmentar la cartera de clients.
Una figura familiar, des de temps antics (principalment des de la revolució industrial) fins als anys seixanta del segle vint, era la del viatjant català amb un maletí a la mà procurant vendre tota mena de productes en indrets propers i remots.

## Antecedents
Un dels papers dels mercaders antics que venien productes en terres llunyanes era molt semblant al d'un viatjant. Alguns mercaders no eren propietaris del negoci i havien de viatjar i vendre a sou o comissió del comerciant principal.
Una altra figura tan antiga com els temps és la de venedor ambulant. Els venedors ambulants, portant les seves mercaderies, viatgen i venen. En aquest aspecte coincideixen amb els viatjants.

### Viatjants catalans a Espanya
Segons Antoni Jutglar i Bernaus, a partir d'una xarxa de ferrocarrils important sorgiren els viatjants catalans, autors anònims de l'expansió comercial catalana a la península.

## Legislació
Les activitats d'alguns viatjants comportaven el transport de mercaderies valuosos, el trànsit entre zones amb legislació diferent i taxes diverses. En molts països els viatjants estaven sotmesos i protegits per unes lleis especials.

## Ciència
- Problema del viatjant de comerç

## Art
- Santiago Rusiñol i Prats escrigué l'article “El viajante catalán” publicat al núm. 20 del setmanari España (1915), dins de la secció “Los españoles pintados por si mismos”.[6]
- En l'opereta Katiuska, la mujer rusa de Pablo Sorozábal Mariezkurrena, estrenada al Teatre Victòria de Barcelona l'any 1931, hi figura un viatjant català de mitges.[7]
- La mort d'un viatjant escrita per Arthur Miller és protagonitzada per un viatjant nord-americà.

## Anècdotes històriques
- 1780.[8]

| « | La industria de los catalanes se ha extendido por todo el Continente (la Península), con numeroso tráfico de carromatos y acémilas, con tiendas de comercio en toda la costa y principales ciudades del Reino, a que debe aumentarse el gran número de hombres dispersos por todas partes con encajes, medias y quincallería al hombro | » |
| — Discurso sobre la agricultura, comercio e industria del Principado de Cataluña. Jaume Caresmar i Alemany. 1780. | |   |

- 1796. Memòria sobre Badajoz recordant les lleis que prohibeixen la venda ambulant de firandants francesos, catalans i altres.[10]
- c1801. Alexander von Humboldt esmenta en les seves obres (dos o tres cops) la presència de viatjants catalans a Venezuela.[11]